# Dernières nouvelles de la Terre...
Dernières nouvelles de la Terre... est un recueil de quinze nouvelles de science-fiction de Pierre Bordage, publié en 2010 chez L'Atalante. À l'exception de deux nouvelles inédites (Une plage en Normandie et Dernières nouvelles de la Terre…), les nouvelles avaient déjà été publiées entre 2004 et 2009 dans des recueils, revues ou magazines.

## Résumés des nouvelles

### Sources
- Publication : Révélations, éd. Librio, 2004.
- Situation dans le recueil : p. 9 à 18.
- Résumé : Un jeune auteur de récits de science-fiction voit brusquement arriver une femme dans la pièce qui lui tient lieu de bureau. Celle-ci lui annonce qu'elle est un voyageur temporel, et qu'elle vient de 2297 pour avoir un bref entretien avec lui : quelles ont été les sources de sa création littéraire ? quelles œuvres l'ont influencé ? Le narrateur, qui n'a publié que deux romans jusqu'à présent, lui répond le plus honnêtement possible. Puis la femme disparaît, retournant à son époque. Le narrateur se remet au travail : il s'agit de créer l'œuvre romanesque qui fera qu'on se souviendra encore de lui dans environ trois siècles.

### La Voix du matin
- Publication : 2007, nouvelle parue dans l'anthologie Les Archives du futur[1].
- Situation dans le recueil : p. 19 à 28.
- Résumé : Dans son appartement entièrement dirigé par une intelligence domotique, Gaspard est réveillé, nourri, lavé, habillé, etc., par une « voix » qui lui dicte tous les actes à faire. Puis il prend l'ascenseur. Il se rend à l'école, où il rencontre Marie, la seule autre personne humaine qu'il a l'occasion de croiser dans la journée. Comme lui, Marie en a assez de cette vie monotone et vide. Elle se rebelle et court vers une ruelle. Elle est tuée lors de cette « évasion ». Gaspard entre seul dans l'école déserte et inhumaine.

### Pedrito
- Publication : Corrida de la muerte, éd. Au Diable Vauvert, 2008.
- Situation dans le recueil : p. 29 à 40.
- Résumé : Pedrito est un ancien torero très connu, jadis condamné à une lourde peine de prison pour avoir continué à toréer après l'interdiction totale des corridas au début du XXIe siècle. Il vient assister à un spectacle clandestin de corrida, organisé par les policiers. La corrida présente des taureaux dopés face à des matadors qui transpirent la peur. Le spectacle se révèle être une vraie boucherie.

### Dans le regard des miens
- Publication : Dix façons d'assassiner notre planète, Flammarion, 2007.
- Situation dans le recueil : p. 41 à 52.
- Résumé : Le narrateur avait jadis quitté la Terre pauvre et malheureux. Trente ans après, ayant fait fortune sur la lointaine planète Thétys, il revient sur sa Terre natale pour revoir les membres de sa famille. Il est estomaqué par ce qu'il découvre : la surface de la planète est désertée par les humains qui, après un vaste programme de « régénération génétique » sont devenus des êtres chétifs, affaiblis et anthropophages. Il rencontre sa nièce qui n'a plus rien d'humain. Dégoûté par ce qu'il a appris, il décide de rentrer immédiatement sur Thétys, où les êtres humains sont encore humains.

### Fort 53
- Publication : De Brocéliande en Avalon, anthologie, Terre de brume, 2008.
- Situation dans le recueil : p. 53 à 69.
- Résumé : À l'occasion d'une guerre européenne, un soldat, qui fait partie d'une compagnie, reçoit l’ordre d'attaquer le Fort 53. Seul rescapé de sa compagnie, il est fait prisonnier et est présenté à un personnage mystérieux, qui lui présente une étrange coupe. Il s'agit du Graal, mais il ne le sait pas. Plus tard, il est amené à quitter le Fort 53 et à retrouver d'autres soldats. Son aventure lui a semblé bien mystérieuse.

### Son nom est personne
- Publication : site Utopod, 2008.
- Situation dans le recueil : p. 71 à 86.
- Résumé : Le narrateur est un « contrôleur temporel ». Il rencontre, à Paimbœuf, 20 juillet 1839, le jeune Jules Verne, âgé de 11 ans, qui fait une fugue du domicile de ses parents. Il parvient à s'entretenir avec lui et à lui faire renoncer à l'idée de s'embarquer sur un baleinier où il s'est fait embaucher sous le pseudonyme de « Jules Nemo ». Le narrateur découvre aussi l'origine de noms que le Jules Verne utilisera plus tard dans ses romans (Ned Land, Passepartout). Mettant Jules Verne dans une diligence pour Nantes,  le narrateur quitte ce XIXe siècle qu'il n'aime pas et retourne à son époque.

### On va marcher sur la Lune
- Situation dans le recueil : p. 87 à 99.
- Publication en recueil : Complots capitaux (2008)
- Lien externe : « Publications de la nouvelle » sur le site NooSFere
- Thème de la nouvelle : Conquête de la Lune par les États-Unis
- Résumé : Le représentant de la Chine à l'ONU lance une « bombe » médiatique et politique : d'une part les États-Unis n'ont jamais réellement envoyé d'astronautes sur la Lune ; d'autre part les Chinois vont être les premiers à y envoyer des taïkonautes. Le premier humain à fouler le sol lunaire sera donc Chinois. Les Américains répliquent que l'on connaît depuis longtemps les théories du complot fumeuses qui promeuvent de telles théories idiotes, et que toutes les critiques ont été démontées scientifiquement. Le délégué chinois fait alors paraître devant l'assemblée générale des Nations unies un homme dénommé Richard Jenkin, qui déclare avoir été recruté par le FBI et la NASA à la fin des années 1960 pour réaliser des films montrant des astronautes américains marcher sur la Lune. Aujourd'hui, à plus de 80 ans, il souhaite se confesser et faire cesser ce mensonge éhonté : effectivement les Américains ne sont pas allés sur la Lune. Le scandale est énorme, et les autorités américaines peinent à se défendre. La dernière page du récit montre le délégué chinois être fier de lui : évidemment, les Américains sont allés sur la Lune, mais il est si facile, 45 ans après, de faire croire le contraire aux gens ! Les gens sont si naïfs, si crédules ! Une fois les Américains politiquement et symboliquement discrédités, il sera facile aux Chinois de faire croire à tout le monde qu'ils seront allés, eux, sur la Lune, alors que le programme de réalisation de films de propagande est déjà en cours de réalisation : ce que les Chinois ont faussement reproché aux Américains d'avoir fait, eux vont le faire sans remords !

### De ma prison…
- Publication : Anthologie Utopiales 2009, Actu-SF, 2009.
- Situation dans le recueil : p. 101 à 115.
- Résumé : le récit est difficilement résumable ; il fait partie du registre de la science-fiction new wave.

### En chair
- Publication : 2007, première publication dans le recueil Pro…créations (éd. Argemmios).
- Situation dans le recueil : p. 117 à 129.
- Résumé : Dans une société future où les fonctions du corps ont été éliminées (manger, boire, dormir, etc), une femme redécouvre la notion de maternité. Avec l'aide d'un homme qu'elle a séduit, elle tombe enceinte. Elle est condamnée par les juges, mais son expérience sert de déclic à une libération de l'humanité.

### Mauvaise nouvelle
- Publication : Noirs Scalpels, Le Cherche Midi, 2005.
- Situation dans le recueil : p. 131 à 147.
- « Fiche » sur le site NooSFere
- Résumé : Une femme médecin vient s'installer dans le village, reprenant la clientèle du Dr Hébert qui prend sa retraite. Très vite les habitants du village prennent l'habitude de consulter cette jeune femme, d'autant plus aisément qu'elle est très compétente. Le personnage principal du récit se rend à son tour chez la médecin. À la suite d'un examen médical de routine, elle détecte les signes évidents d'un cancer : les métastases du cancer de la prostate sont là et il s'agit de soigner le patient le plus rapidement et le plus efficacement possible. Elle lui fait signer un protocole médical et lui fait débuter un lourd traitement à base d'injections de produits pharmaceutiques. Au bout de quelques jours, il est « sonné » par le traitement de cheval qu'elle lui administre, au point qu'il ne parvient plus à bouger, à parler ou à quitter son lit. Il réussit à lui téléphoner pour qu'elle vienne l'examiner à domicile. Elle se présente, et révèle à son patient qu'elle est l'une des multiples victimes de ses agissements pédophiles qu'il avait pratiqués vingt ans auparavant. Il l'avait violée pendant plusieurs jours. Par la suite, au fil des années elle avait tant bien que mal réussi à vaincre ses traumatismes psychiques et était devenue médecin. Elle a fait des recherches le concernant et l’a retrouvé. Maintenant elle va pouvoir se venger. En réalité il n'a pas de cancer, mais en revanche il est devenu, grâce aux médicaments qu'elle lui a administrés, totalement vulnérable et à sa merci. Il va désormais agoniser et son agonie, qui va durer plusieurs jours, va être longue et particulièrement douloureuse…

### La Nuit des trois veilleurs
- Publication : Premiers contacts, éd. Mango, 2005.
- Situation dans le recueil : p. 149 à 163.
- Lien externe : « Fiche » sur le site NooSFere
- Résumé : Sur une planète lointaine, les autochtones pacifiques vaquent à leurs occupations quotidiennes lorsqu'ils constatent l'arrivée d'un « Gros Œuf ». Il s'agit de l'atterrissage d'un vaisseau spatial de « l'Église de l'Unité », qui tente de propager la divinité de Dilavah à travers la galaxie. Le grand maître Ondelar se demande s'il va être possible de convertir les autochtones que les radars et sondes infra-rouge ont détectés. Mais les événements vont se dérouler d'une manière inattendue : les novices se précipitent sur le sol et se mettent nus, et Ondelar lui-même meurt dans des circonstances étranges. Le vaisseau humain quitte précipitamment la planète, et les pacifiques autochtones peuvent reprendre le cours normal de leurs activités.

### Une plage en Normandie
- Publication : nouvelle inédite.
- Situation dans le recueil : p. 165 à 185.
- Résumé : Le narrateur est un garde chargé, comme des centaines de milliers d'autres gardes, de protéger le continent européen de l'afflux de migrants. Ces migrants, à la suite d'une crise climatique mondiale, proviennent notamment des États-Unis. Un soir, le garde aperçoit un petit groupe de migrants accoster sur cette plage de Normandie. Sans trop savoir pourquoi, il a du mal à les tuer froidement. Les migrants parviennent donc à accoster et il va à leur rencontre. Il apprend qu'ils sont Américains et qu'ils viennent du Colorado. Apparemment, ils sont issus de la même famille que lui ! Il se souvient alors des conditions de sa propre arrivée sur le continent européen, des années auparavant, quand il était enfant. Il se ressaisit : il n'a rien contre les migrants, mais il faut bien dire que son acte de générosité est particulièrement stupide et pourrait lui valoir un passage devant la cour martiale. Prenant son fusil, il les abat tous de sang-froid.

### Le Chant de l'esgasse
- Publication : 2009, anthologie Rois et Capitaines (direction : Stéphanie Nicot).
- Situation dans le recueil : p. 187 à 210.
- Résumé : Le narrateur est un vieux marin qui raconte à un jeune une aventure qu'il a vécue des années auparavant. Un capitaine mystérieux avait engagé un équipage. Le navire s'était rendu dans un coin perdu de l'océan, affrontant tempêtes et créatures étranges. Après moult difficultés, le navire était parvenu au terme de son voyage : une île dont les entrailles étaient censées contenir le domicile de « l'esgasse ». Une mélopée bizarre mais charmante était issue de cette île. Le capitaine avait ordonné une expédition. Le narrateur avait réussi à survivre aux pièges de l'île, et s'était retrouvé, avec le capitaine, seul en face de l'esgasse. Le capitaine était en réalité une jeune femme, mais elle n'avait pas survécu. Lui avait réussi à s'enfuir, et c'était par miracle qu'il avait pu regagner le navire. Les marins qui n'avaient pas fait partie de l'expédition et lui-même avaient quitté l'île précipitamment et avaient bourlingué à travers les mers pour regagner, plusieurs mois après, un port sûr.

### Traces
- Publication : août 2006, nouvelle parue dans Le Monde 2[2].
- Situation dans le recueil : p. 211 à 222.
- Résumé : Dans une société dominée par les expériences génétiques et le clonage, un jeune homme, clone de son « père génétique », élevé sans « mère », s'est échappé du centre de conservation et a vécu comme il a pu, notamment dans des souterrains. Sur la proposition d'une jeune femme, clonée comme lui, il se rend chez son « père » afin de le tuer. Ainsi, il vengera les souffrances et humiliations passées, son sentiment de solitude, et aura enfin la certitude qu'il est seul en son genre. Unique.

### Dernières nouvelles de la Terre…
- Publication : nouvelle inédite.
- Situation dans le recueil : p. 223 à 237.
- Résumé : Dans une planète située très loin de la Terre, le narrateur évoque l'histoire récente de la planète et comment lui, un homme du Nord, en est venu à venir travailler dans le Sud, où les gens ont une mentalité si étrange et si rétrograde. Un jour il achète un journal et vient le lire dans un café. Un Sudiste lui demande de faire la lecture publique, conformément aux usages. Le narrateur obtempère. Il choisit un article concernant la Terre. Il apparaît qu'elle aurait subi une catastrophe récente, mais on ignore de quelle nature. Dans son article, le journaliste évoque diverses hypothèses. À chaque hypothèse énoncée, le Sudiste interrompt le narrateur et livre ses réflexions, pour le moins ignares et égoïstes. La lecture prend fin : on ignore si les humains de la Terre ont pu continuer à développer leur civilisation ou si la catastrophe évoquée les a anéantis. Plusieurs mois se passent. Le narrateur change de lieu de résidence. Un jour, il tombe par hasard sur un autre journal, dans lequel il apprend, dans un mince entrefilet en bas de la page 8, qu'on n'a plus du tout de nouvelles de la Terre et que tous ses habitants sont morts. Tout le monde s'en fiche.